# Нагорье (Телеговское сельское поселение)
Нагорье — деревня в Красноборском районе Архангельской области. Входит в состав Телеговского сельского поселения.

## География
Находится в юго-восточной части Архангельской области на расстоянии приблизительно 5 км на восток-юго-восток по прямой от административного центра района Красноборск на левобережье реки Северная Двина.

## История
В 1859 году здесь (деревня Сольвычегодского уезда Вологодской губернии) было учтено 8 дворов.

## Население
Численность населения: 36 человек (1859 год), 24 (русские 100 %) в 2002 году, 13 в 2010.